# Veselice (Vavřinec)
Veselice je vesnice, část obce Vavřinec v okrese Blansko. Nachází se asi 1 km na jihozápad od Vavřince. Je zde evidováno 100 adres. Trvale zde žije 254 obyvatel.
Veselice leží v katastrálním území Veselice na Moravě o rozloze 3,95 km2.
Počátkem 17. století bylo ve Veselici 6 domů. V roce 1846 šlo o 24 domů a 173 obyvatel. Roku 1900 v obci žilo 310 obyvatel.

## Fotogalerie

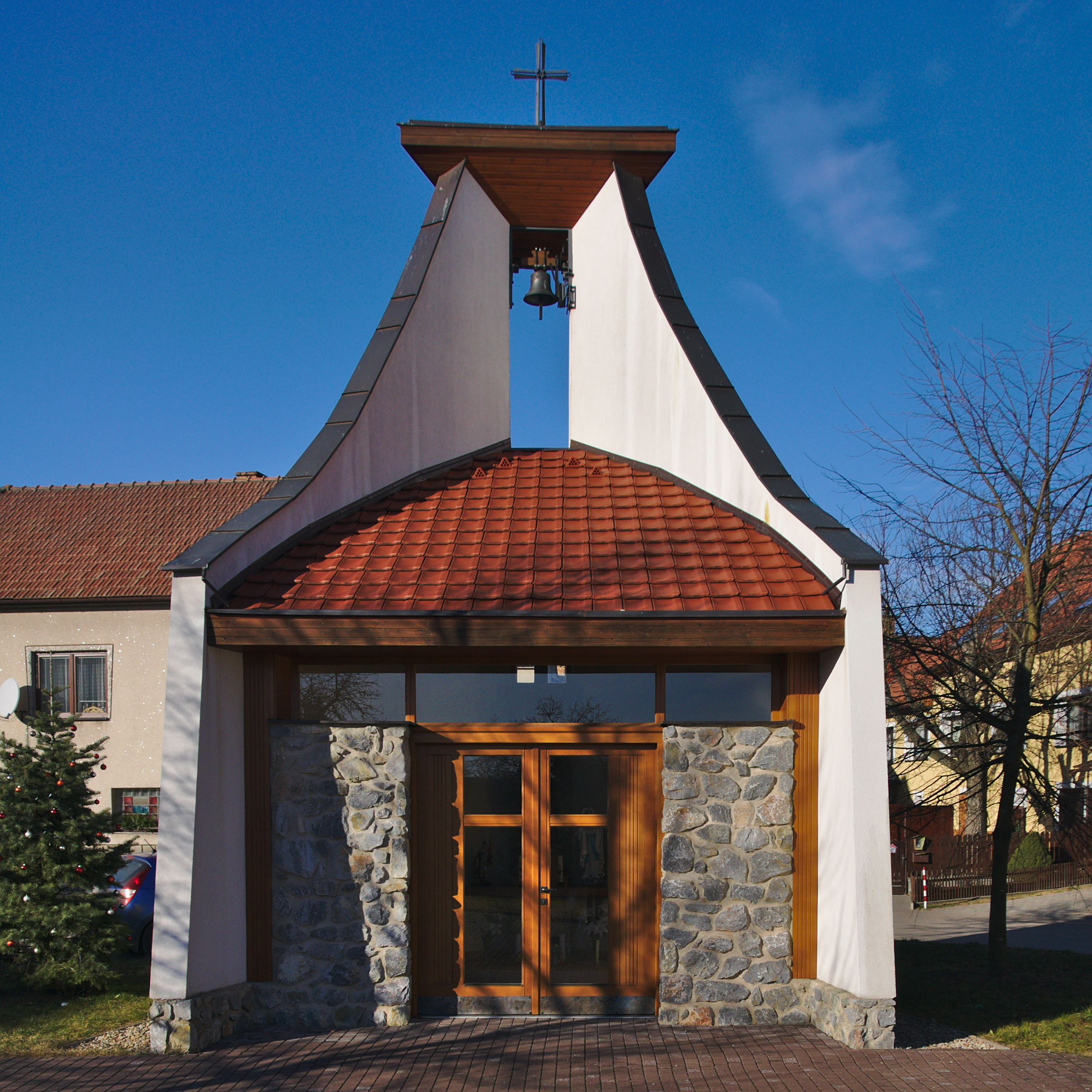
Kaple svatého Antonína
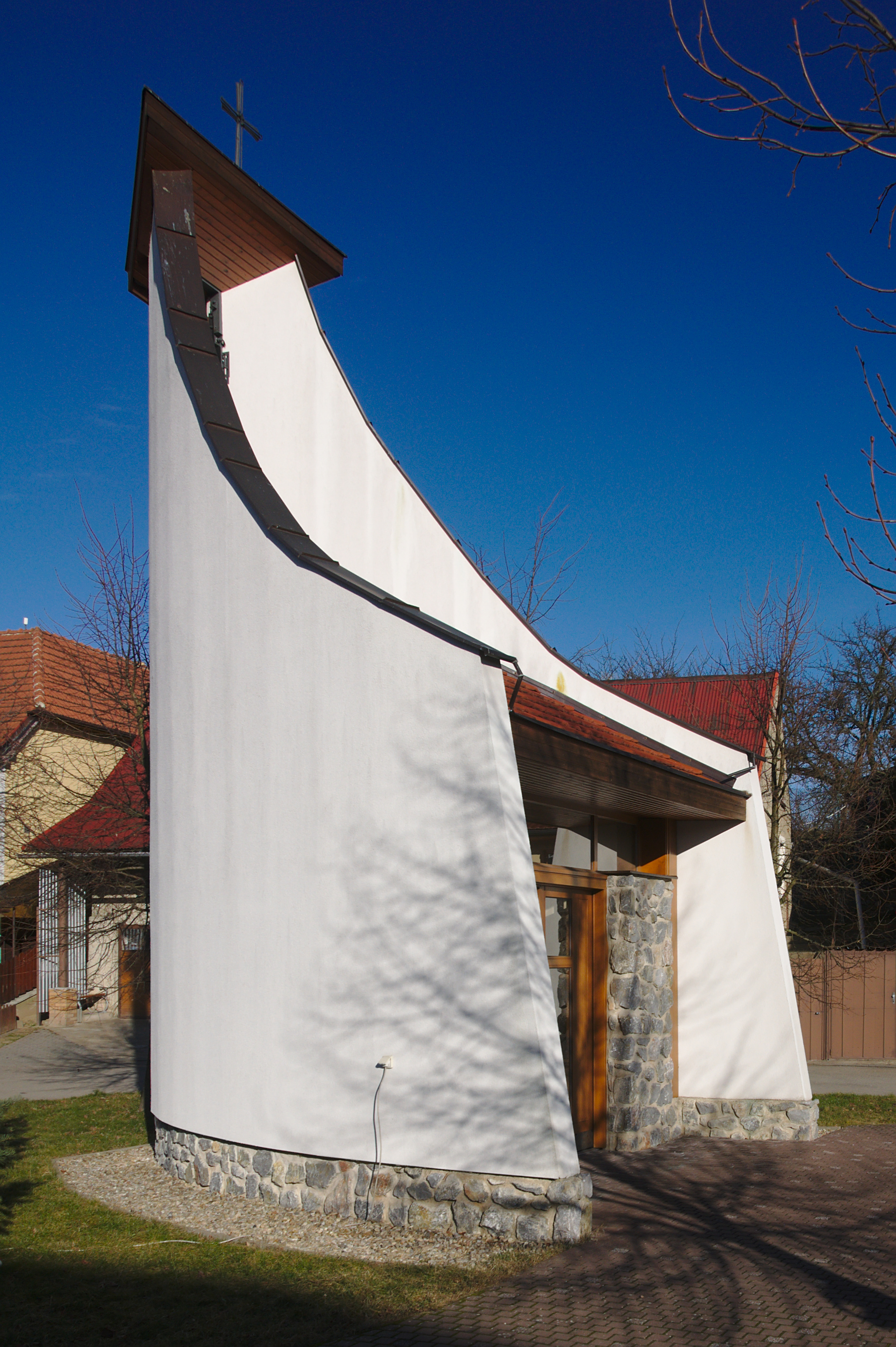
Kaple svatého Antonína
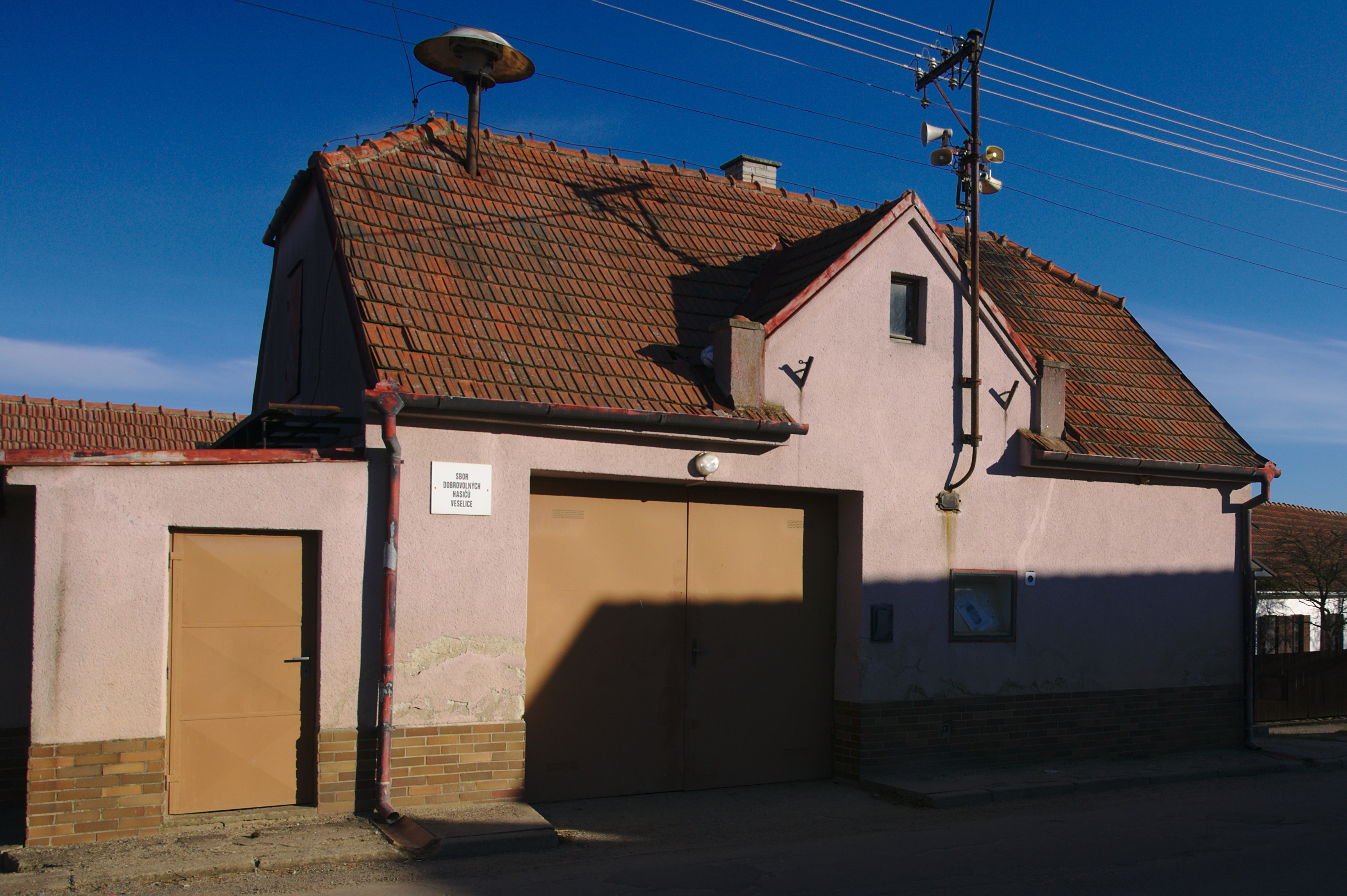
Hasičská zbrojnice
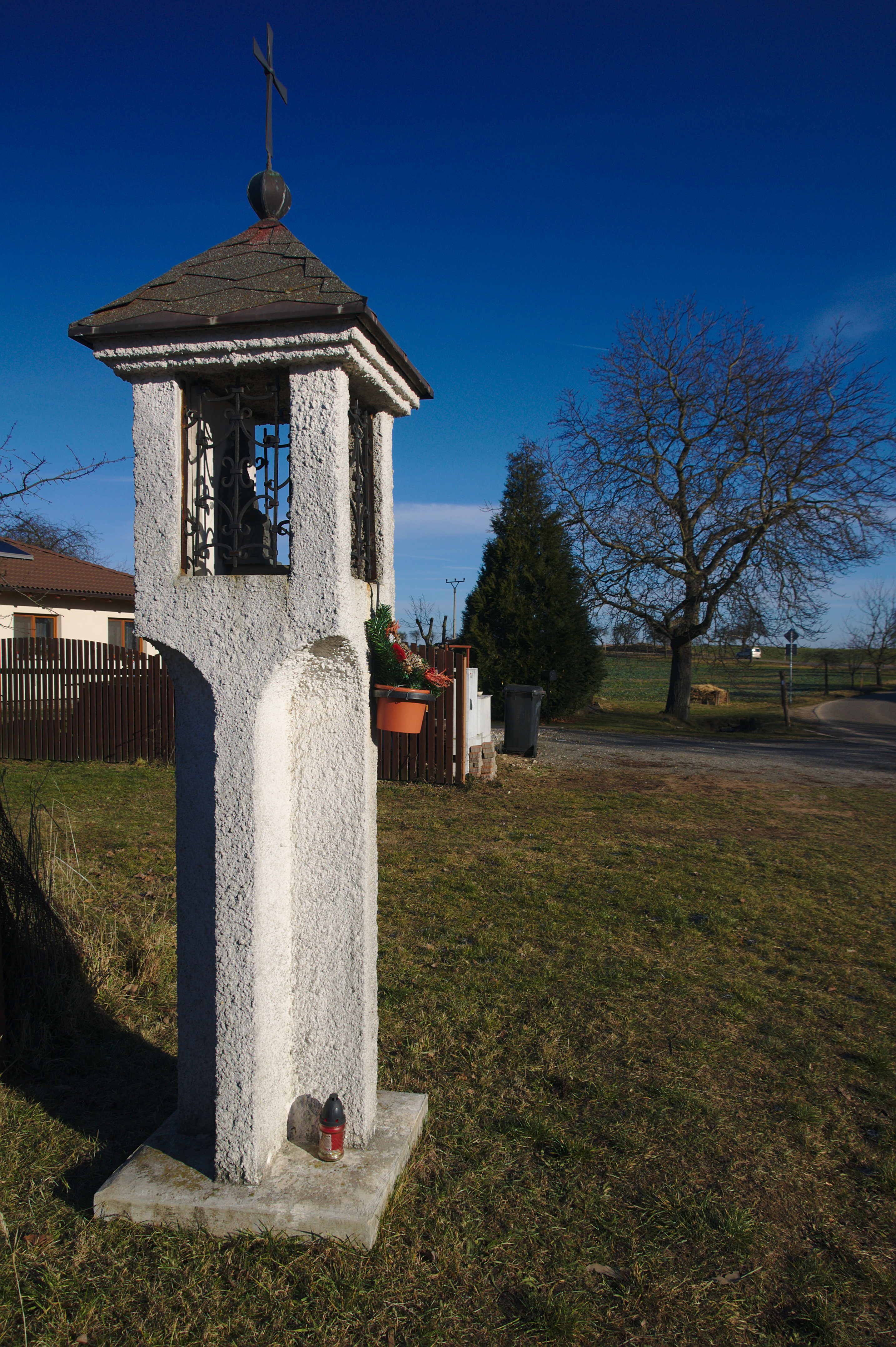
Boží muka v severní části obce
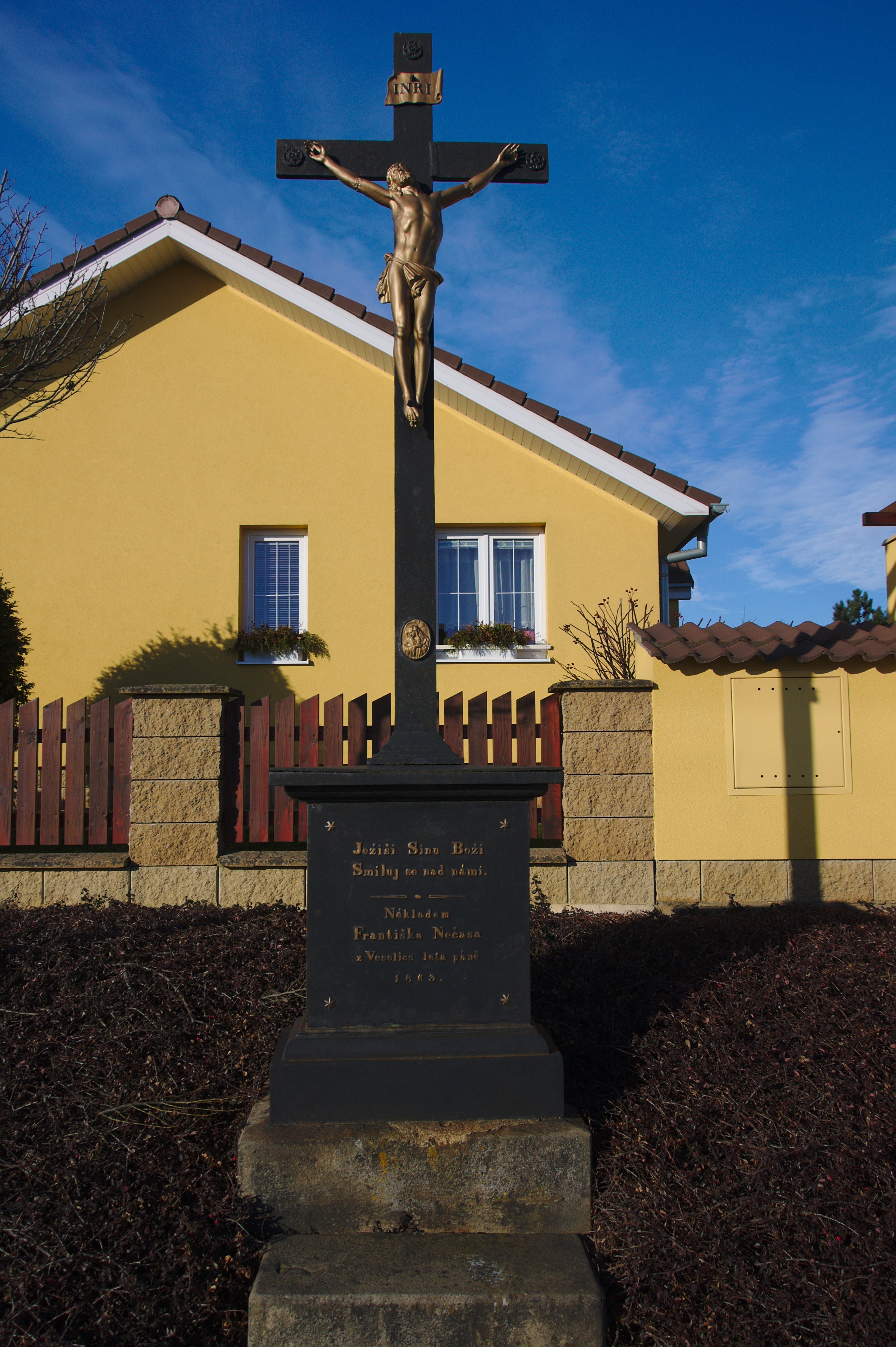
Kříž v jihozápadní části obce
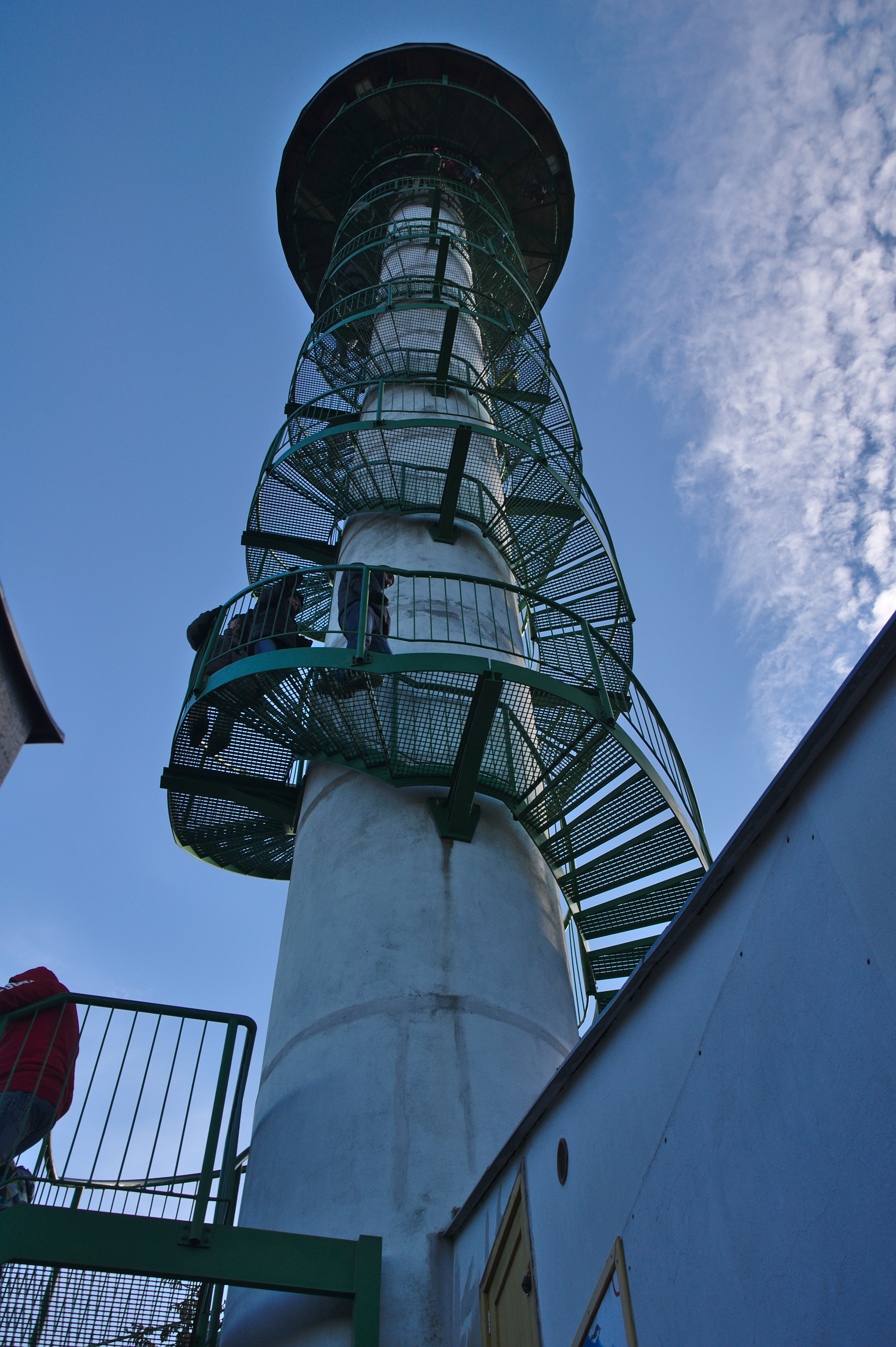
Rozhledna Podvrší